# جوناثان باربر
جوناثان باربر (بالإنجليزية: Jonathan Barber)‏ هو عازف جاز وملحن أمريكي، ولد في عقد 1980 في هارتفورد في الولايات المتحدة.

## وصلات خارجية
- جوناثان باربر على موقع أول ميوزيك (الإنجليزية)
- جوناثان باربر على موقع ديسكوغز (الإنجليزية)

- الموقع الرسمي